# Мали парк (Крагујевац)
Мали парк или Доњи парк је мала парковска површина у самом центру Крагујевца. Налази се у оквиру историјског комплекса Милошев венац, поред зграде Градске тржнице. Парк је мале површине. Уређен је геометријски, са централном шетном стазом и мањим бочним стазама, украшен цветним лејама. Средишњим делом парка доминира Споменик палим Шумадинцима.

## Локација
Мали парк се налази у самом центру Крагујевца, у улици Кнеза Михаила, дуж које се пружа јужна страна парка. На истоку и западу парковску површину дефинишу улице Вука Караџића и 27. Марта, док је на северној страни простор Градске тржнице, изграђене 1929. године, када је била једна од првих наткривених зелених пијаца у Европи.
С обзиром да је парк део комплекса Милошев венац, у непосредној близини се, осим пијаце, налази и низ других културно-историјских споменика:
- Амиџин конак
- Стара (придворна) црква
- Зграда Старе скупштине
- Конак кнеза Михаила
- Зграда Прве крагујевачке гимназије
- Зграда Књажевског српског театра
- Зграда Старе Ливнице[5]

Централним делом парка доминира Споменик палим Шумадинцима, подигнут 1932. године. Споменик је дело вајара Антуна Аугустинчића и подигнут је у спомен страдалим ратницима Шумадије, у српским ослободилачким ратовима.
- Детаљи парка
- Поглед на парк и споменик
- Мали парк ноћу
- Пешачка стаза у парку
- Централни део парка са спомеником
- Детаљи споменика